# Olympische Sommerspiele 1976/Leichtathletik – Speerwurf (Frauen)

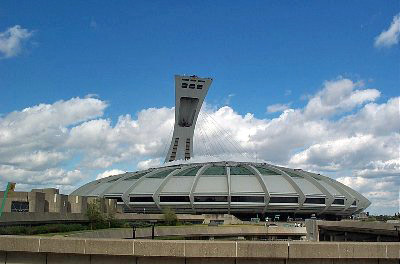
Das Olympiastadion in Montreal

Der Speerwurf der Frauen bei den Olympischen Spielen 1976 in Montreal wurde am 23. und 24. Juli 1976 im Olympiastadion Montreal ausgetragen. Fünfzehn Athletinnen nahmen teil.
Olympiasiegerin wurde Ruth Fuchs aus der DDR. Sie gewann vor Marion Becker aus der Bundesrepublik Deutschland und der US-Amerikanerin Kate Schmidt.
Neben der Siegerin traten zudem auch Jacqueline Hein und Sabine Sebrowski für die DDR an. Sie erreichten ebenfalls das Finale. Hein wurde Vierte, Sebrowski Fünfte.

Auch die Österreicherin Eva Janko kam ins Finale. Sie belegte Rang neun.

Werferinnen aus der Schweiz und Liechtenstein nahmen nicht teil.

## Rekorde

### Bestehende Rekorde
| Weltrekord         | 69,12 m | Ruth Fuchs ( DDR) | Berlin, DDR (heute Deutschland)   | 10. Juli 1976     |
| Olympischer Rekord | 63,88 m | Ruth Fuchs ( DDR) | Finale OS München, BR Deutschland | 1. September 1972 |

### Rekordverbesserung
Der bestehende olympische Rekord wurde zweimal verbessert:
- 65,14 m – Marion Becker (BR Deutschland), Qualifikation am 23. Juli, erster Versuch
- 65,94 m – Ruth Fuchs (DDR), Finale am 24. Juli, erster Versuch

## Durchführung des Wettbewerbs
Aufgrund der geringen Zahl von nur fünfzehn Teilnehmerinnen traten die Athletinnen am 23. Juli gemeinsam in einer Gruppe zu einer Qualifikationsrunde an. Zwölf Wettbewerberinnen – hellblau unterlegt – übertrafen die direkte Finalqualifikationsweite von 54,50 m. Damit war die Mindestanzahl von zwölf Finalteilnehmerinnen erreicht. Im Finale am 24. Juli hatte jede Athletin zunächst drei Versuche. Den besten acht Werferinnen standen anschließend weitere drei Würfe zu.

## Zeitplan
23. Juli, 10:30 Uhr: Qualifikation

24. Juli, 15:00 Uhr: Finale
Anmerkung:
Alle Zeiten sind in Ortszeit Montreal (UTC−5) angegeben.

## Legende
Kurze Übersicht zur Bedeutung der Symbolik – so üblicherweise auch in sonstigen Veröffentlichungen verwendet:
| – | verzichtet |
| x | ungültig   |

## Qualifikation

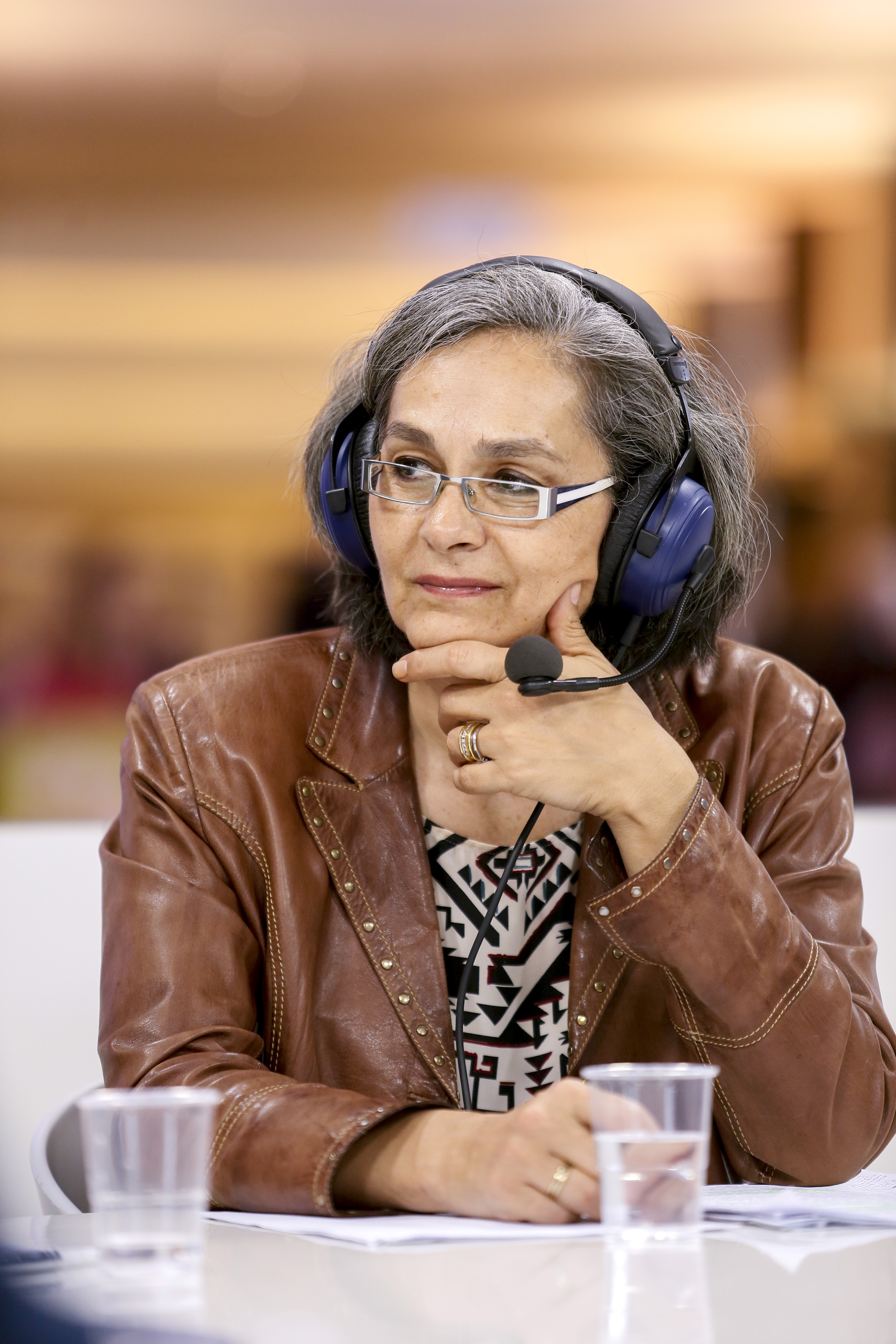
Sofia Sakorafa (hier in ihrer Zeit als Politikerin im Jahr 2014) gelang in der Qualifikation kein gültiger Versuch

Datum: 23. Juli 1976, ab 10:30 Uhr
| Platz | Name                   | Nation         | 1. Versuch | 2. Versuch | 3. Versuch | Weite   | Anmerkung |
| ----- | ---------------------- | -------------- | ---------- | ---------- | ---------- | ------- | --------- |
| 1     | Marion Becker          | BR Deutschland | 65,14 m OR | –          | –          | 65,14 m | OR        |
| 2     | Ruth Fuchs             | DDR            | 62,46 m    | –          | –          | 62,46 m |           |
| 3     | Kate Schmidt           | USA            | 61,50 m    | –          | –          | 61,50 m |           |
| 4     | Eva Janko              | Österreich     | 60,90 m    | –          | –          | 60,90 m |           |
| 5     | Jacqueline Hein        | DDR            | 60,70 m    | –          | –          | 60,70 m |           |
| 6     | Karin Smith            | USA            | x          | x          | 59,36 m    | 59,36 m |           |
| 7     | Tessa Sanderson        | Großbritannien | x          | 57,18 m    | –          | 57,18 m |           |
| 8     | Swetlana Babitsch      | Sowjetunion    | 56,82 m    | –          | –          | 56,82 m |           |
| 9     | Jordanka Peewa         | Bulgarien      | x          | 53,62 m    | 56,74 m    | 56,74 m |           |
| 10    | Nadeschda Jakubowitsch | Sowjetunion    | x          | x          | 56,56 m    | 56,56 m |           |
| 11    | Sabine Sebrowski       | DDR            | 55,42 m    | –          | –          | 55,42 m |           |
| 12    | Éva Zörgő              | Rumänien       | 55,34 m    | –          | –          | 55,34 m |           |
| 13    | Sherry Calvert         | USA            | 52,58 m    | x          | 53,08 m    | 53,08 m |           |
| NM    | Christine Hunt         | Australien     | x          | x          | x          | ogV     |           |
| NM    | Sofia Sakorafa         | Griechenland   | x          | x          | x          | ogV     |           |

## Finale

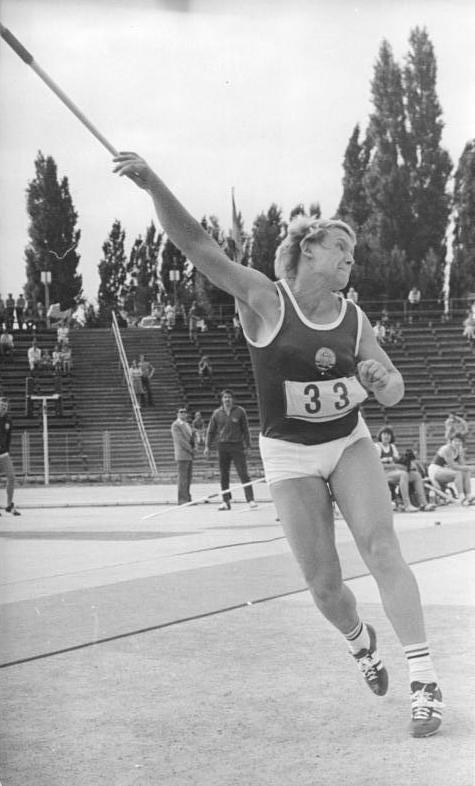
Ruth Fuchs setzte ihre Serie als weltbeste Speerwerferin seit 1972 fort

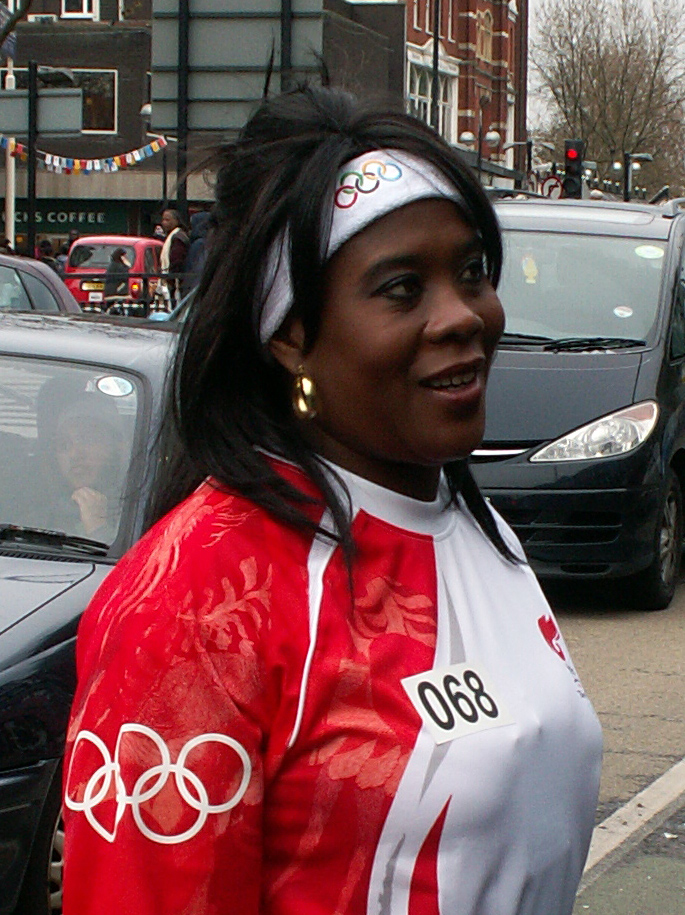
Tessa Sanderson – hier am Beginn einer erfolgreichen Karriere – kam auf den zehnten Platz
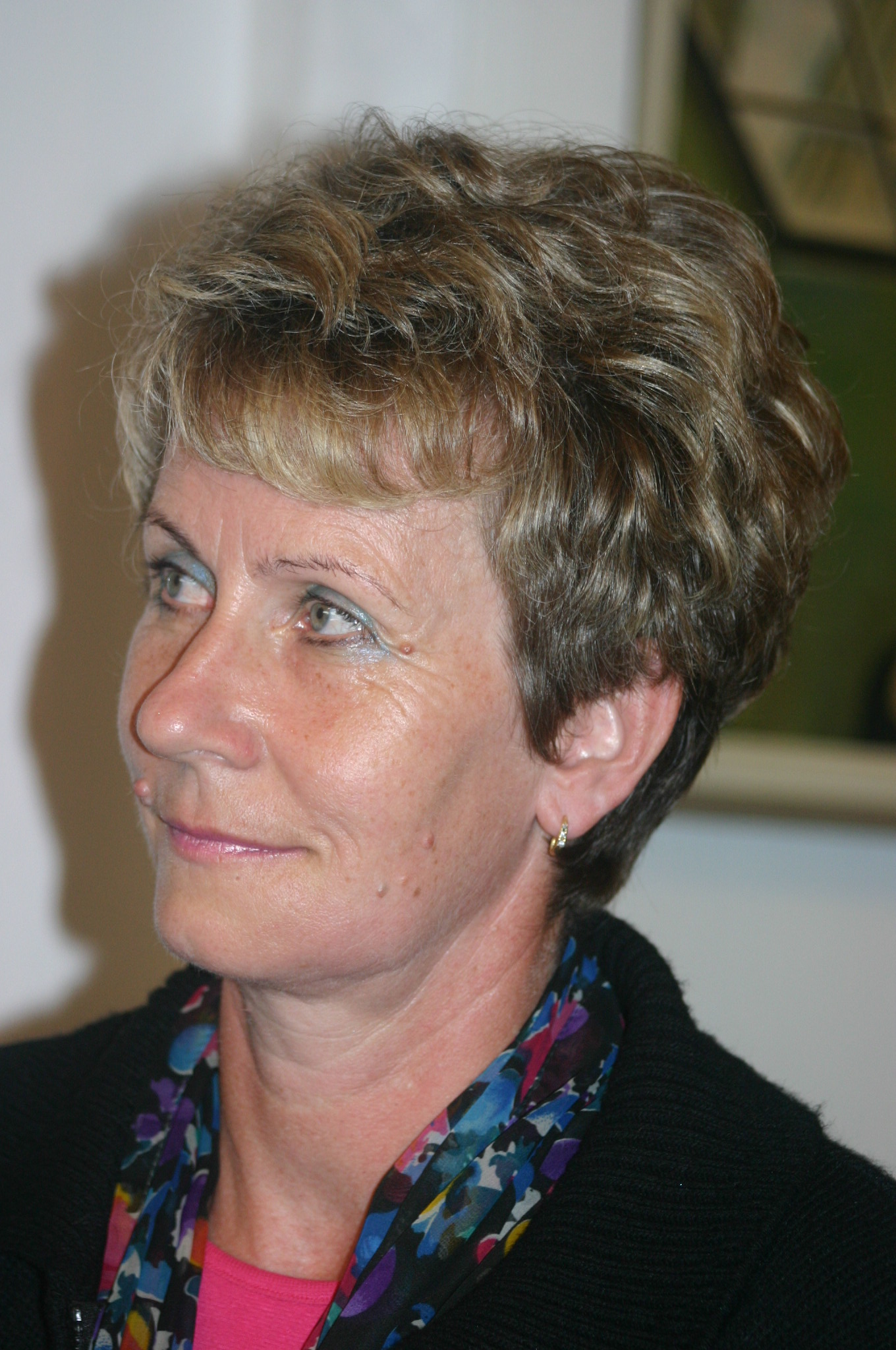
Die elftplatzierte Éva Zörgő, spätere Éva Ráduly-Zörgő

Datum: 24. Juli 1976, 15:00 Uhr
| Platz | Name                   | Nation         | 1. Versuch | 2. Versuch | 3. Versuch | 4. Versuch                                  | 5. Versuch                                  | 6. Versuch                                  | Endresultat | Anmerkung |
| ----- | ---------------------- | -------------- | ---------- | ---------- | ---------- | ------------------------------------------- | ------------------------------------------- | ------------------------------------------- | ----------- | --------- |
| 1     | Ruth Fuchs             | DDR            | 65,94 m OR | 59,58 m    | 65,06 m    | 54,48 m                                     | 58,82 m                                     | 58,44 m                                     | 65,94 m     | OR        |
| 2     | Marion Becker          | BR Deutschland | 60,66 m    | 60,52 m    | 64,70 m    | x                                           | x                                           | x                                           | 64,70 m     |           |
| 3     | Kate Schmidt           | USA            | x          | x          | 59,70 m    | 57,90 m                                     | x                                           | 63,96 m                                     | 63,96 m     |           |
| 4     | Jacqueline Hein        | DDR            | 58,30 m    | 61,68 m    | 60,90 m    | 55,16 m                                     | x                                           | 63,84 m                                     | 63,84 m     |           |
| 5     | Sabine Sebrowski       | DDR            | 57,02 m    | 59,10 m    | 63,08 m    | 56,46 m                                     | 54,34 m                                     | 51,72 m                                     | 63,08 m     |           |
| 6     | Swetlana Babitsch      | Sowjetunion    | x          | 49,24 m    | 59,42 m    | x                                           | x                                           | x                                           | 59,42 m     |           |
| 7     | Nadeschda Jakubowitsch | Sowjetunion    | 58,10 m    | x          | 59,16 m    | 55,76 m                                     | x                                           | 52,66 m                                     | 59,16 m     |           |
| 8     | Karin Smith            | USA            | 53,88 m    | 57,50 m    | 55,32 m    | 52,66 m                                     | 45,08 m                                     | 39,48 m                                     | 57,50 m     |           |
|       |                        |                |            |            |            |                                             |                                             |                                             |             |           |
| 9     | Eva Janko              | Österreich     | 55,04 m    | 57,20 m    | x          | nicht im Finale der besten acht Werferinnen | nicht im Finale der besten acht Werferinnen | nicht im Finale der besten acht Werferinnen | 57,20 m     |           |
| 10    | Tessa Sanderson        | Großbritannien | 57,00 m    | 55,96 m    | x          | nicht im Finale der besten acht Werferinnen | nicht im Finale der besten acht Werferinnen | nicht im Finale der besten acht Werferinnen | 57,00 m     |           |
| 11    | Éva Zörgő              | Rumänien       | 54,40 m    | 53,88 m    | 55,60 m    | nicht im Finale der besten acht Werferinnen | nicht im Finale der besten acht Werferinnen | nicht im Finale der besten acht Werferinnen | 55,60 m     |           |
| 12    | Jordanka Peewa         | Bulgarien      | 50,28 m    | 52,02 m    | 52,24 m    | nicht im Finale der besten acht Werferinnen | nicht im Finale der besten acht Werferinnen | nicht im Finale der besten acht Werferinnen | 52,24 m     |           |

Als Topfavoritin galt die Olympiasiegerin von 1972 Ruth Fuchs. Viermal hatte sie seit 1972 den Weltrekord zuletzt bis auf 69,12 m verbessert. Auch den Europameistertitel 1974 hatte sie gewonnen. Es gab einige Anwärterinnen auf die Medaillen hinter ihr. In erster Linie waren dies Jacqueline Hein aus der DDR, 1972 Olympiazweite und 1974 EM-Zweite, jeweils unter ihrem Namen Jacqueline Todten, und die US-Amerikanerin Kate Schmidt, die mit starken Weiten im Olympiajahr überzeugt hatte. Nach der Qualifikation gesellte sich die bundesdeutsche Werferin Marion Becker, frühere Marion Steiner, zu den Medaillenkandidatinnen. Sie hatte als Qualifikationsbeste mit 65,14 m einen neuen olympischen Rekord aufgestellt.
Im Finale warf Fuchs den Speer gleich im ersten Durchgang auf die neue Olympiarekordweite von 65,94 m. Hinter ihr lag Becker mit vorerst 60,66 m. In der zweiten Runde setzte sich Hein mit 61,68 m vor Becker auf Platz zwei. Doch schon im nächsten Durchgang holte sich Becker mit einem Wurf auf 64,70 m Platz zwei wieder zurück. In den Runden vier und fünf änderte sich an der Reihenfolge auf den vorderen Plätzen nichts. Im letzten Versuch verbesserte sich Hein noch einmal auf 63,84 m, womit sich jedoch ihre Platzierung nicht veränderte. Der bis dahin auf Platz vier liegenden Kate Schmidt gelang es dann noch, mit ihrem letzten Wurf auf 63,96 m an Hein vorbeizuziehen. Das brachte ihr wie schon 1972 die Bronzemedaille. Ebenfalls wie bereits vier Jahre zuvor wurde Ruth Fuchs Olympiasiegerin. Marion Becker errang Silber, während Jacqueline Hein diesmal ohne Medaille blieb. Die Plätze fünf und sechs belegten Sabine Sebrowski, DDR, und Swetlana Babitsch aus der UdSSR.
- Tessa Sanderson – hier am Beginn
einer erfolgreichen Karriere – kam
auf den zehnten Platz
- Die elftplatzierte Éva Zörgő,
spätere Éva Ráduly-Zörgő

## Video
- All in one Olympic Javelin Throw Finals 1976-2016, youtube.com, abgerufen am 23. Oktober 2021